# Апер Сандаски (Охајо)
Апер Сандаски (енгл. Upper Sandusky) град је у америчкој савезној држави Охајо.

## Демографија
По попису из 2010. године број становника је 6.596, што је 63 (1,0%) становника више него 2000. године.
| Група             | 2000.         | 2010.         |
| Белци             | 6.273 (96,0%) | 6.183 (93,7%) |
| Афроамериканци    | 12 (0,2%)     | 20 (0,3%)     |
| Азијати           | 37 (0,6%)     | 50 (0,8%)     |
| Хиспаноамериканци | 177 (2,7%)    | 281 (4,3%)    |
| Укупно            | 6.533         | 6.596         |